# Jardín de los fugitivos

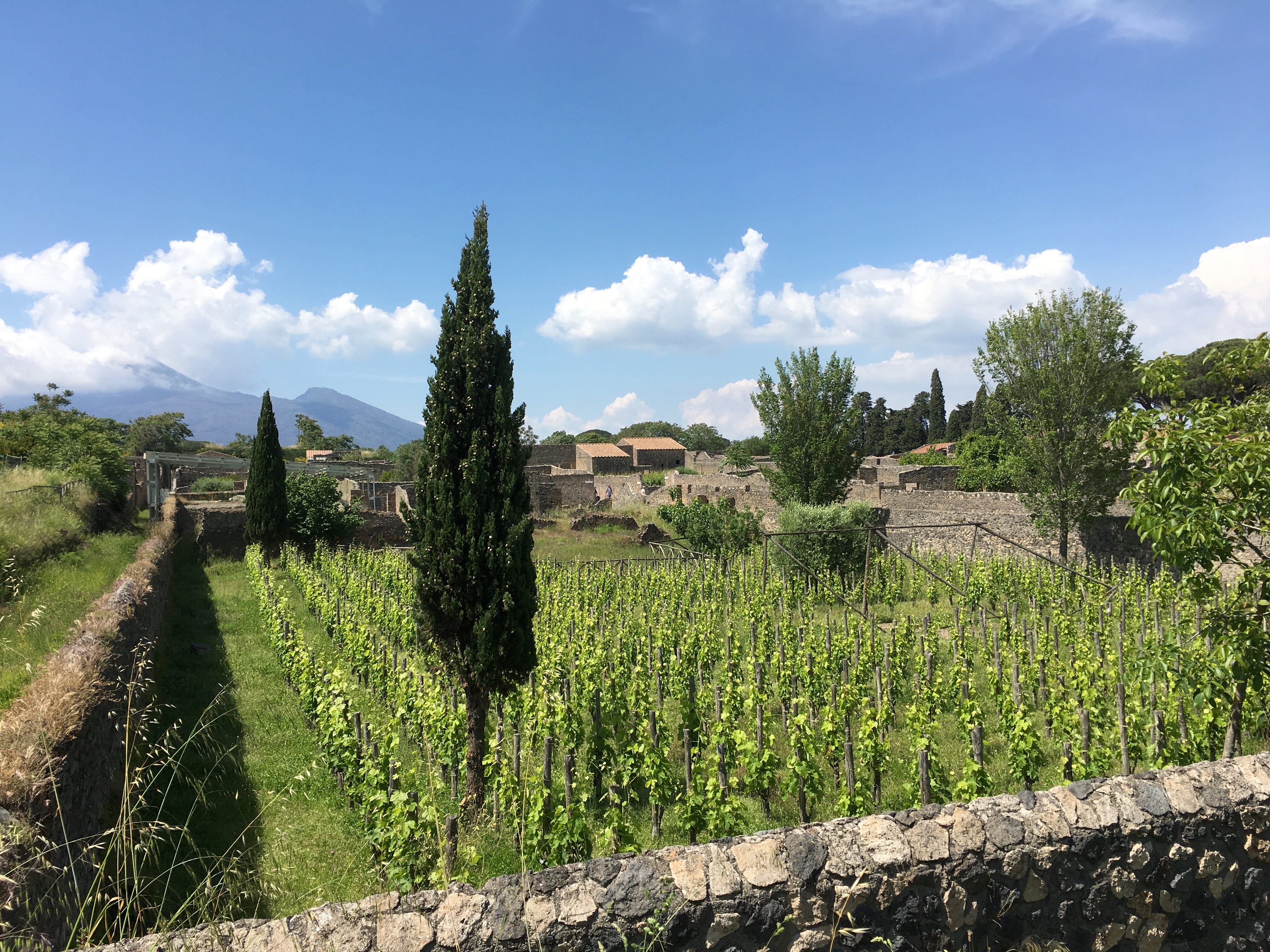
Jardín de los Fugitivos al sureste.

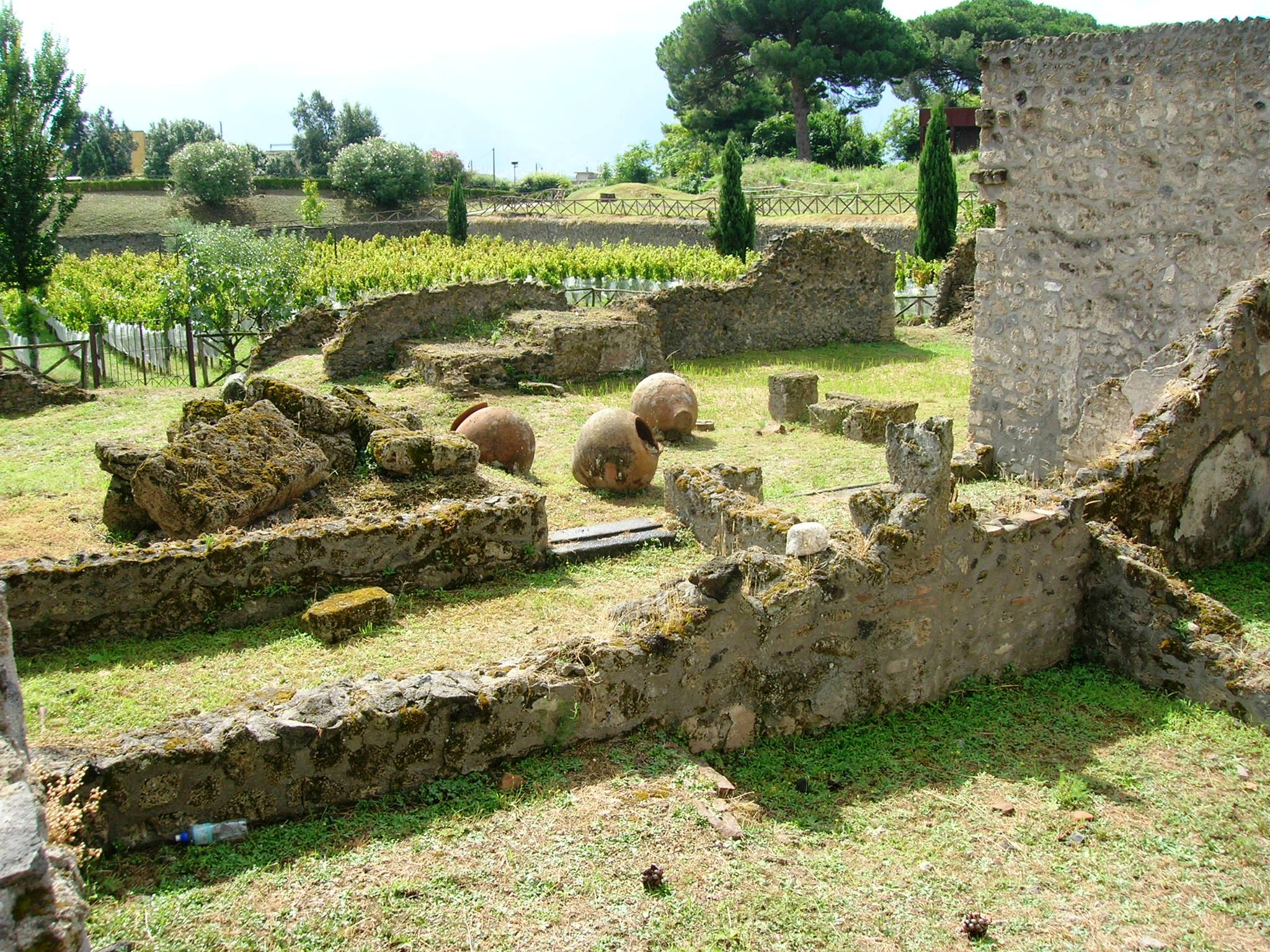
Jardín de los fugitivos.

El Jardín de los Fugitivos (en italiano: Orto dei Fuggiaschi)  es un sitio arqueológico ubicado en la antigua ciudad destruida de Pompeya, en la Región 1 Insula 21.   Contiene los moldes de trece víctimas de la erupción del Monte Vesubio a finales del año 79 d. C. 
La ínsula alguna vez contó con más casas adosadas que las dos que se encuentran en el extremo noroeste, pero el resto del área se había convertido en gran parte en un huerto y un viñedo antes de la erupción, con un triclinio cubierto por una pérgola para banquetes al aire libre.
El jardín está situado cerca de la palestra grande y justo en la puerta de Nuceria. Hoy en día ha sido replantado extensa y cuidadosamente para representar el contenido original. 
Las víctimas eran adultos y niños, encontrados muy juntos formando tres grupos cercanos. Murieron aparentemente mientras intentaban encontrar una salida por la Puerta de Nuceria, ya que se encontraban por encima de la capa de piedra pómez que ya había alcanzado una altura de 3,5 m, y fueron alcanzados por el flujo piroclástico final que resultó fatal.

## Historia

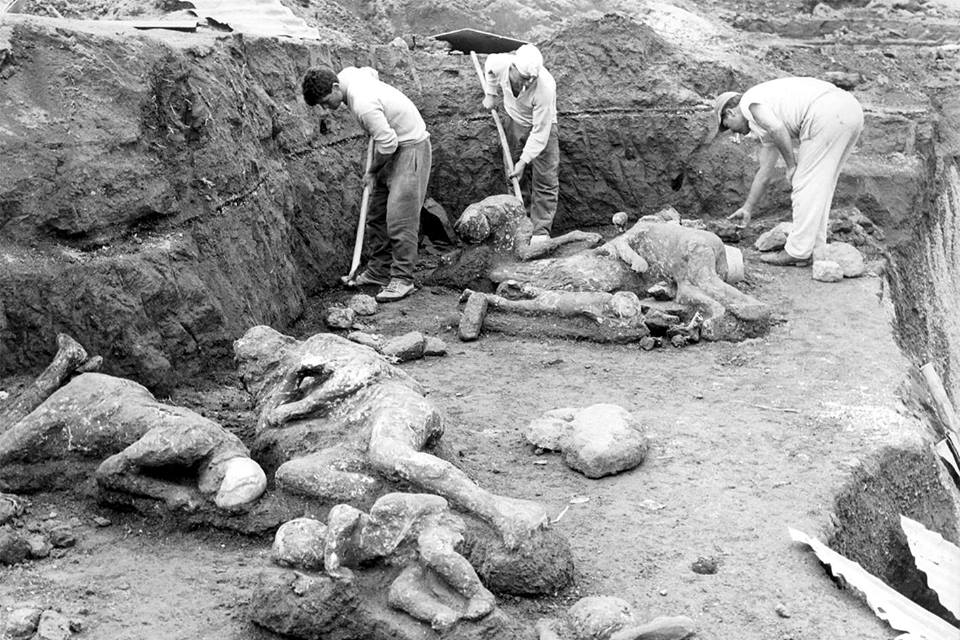
Excavación original.

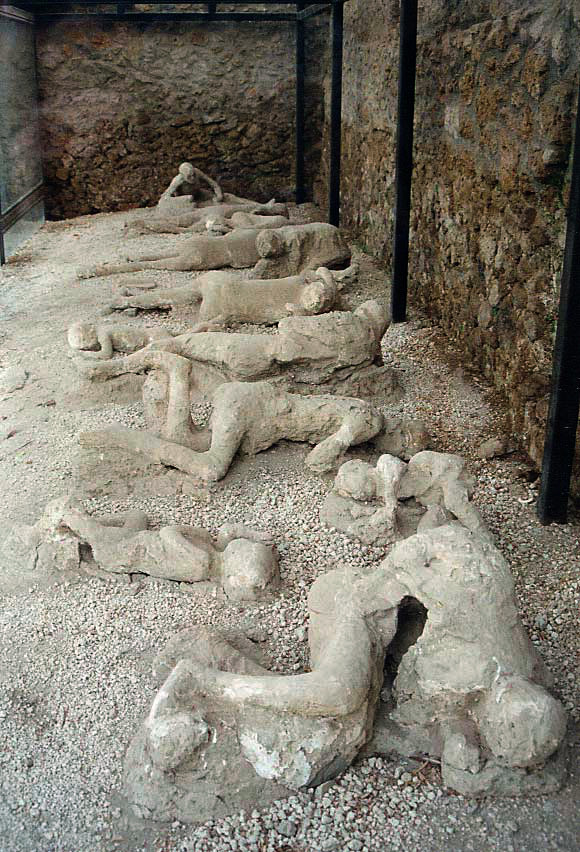
Moldes de los cadáveres en el Jardín de los Fugitivos.

Los fugitivos fueron descubiertos en 1961 por Amedeo Maiuri, el superintendente de Pompeya, al encontrar en la excavación las cavidades huecas donde la carne se había podrido. Cuando se llenaron con yeso, los cuerpos de las víctimas quedaron al descubierto. Originalmente se encontraron en tres grupos pequeños. Actualmente se muestran en una larga fila.
Maiuri publicó historias sobre cada uno de los cuerpos en la edición de noviembre de 1961 de National Geographic ("Últimos momentos de los pompeyanos"). Estas historias ahora se consideran en gran medida ficticias. 

## Algunas de las víctimas

### Comerciante
Perteneciente a un grupo de personas que Maiuri llamaba "familia de comerciantes", esta víctima alza la espalda y se levanta sobre el brazo derecho acodado y la mano izquierda. Un clavo de metal sujeta su cabeza y su brazo al cuerpo. 
Debido a la compresión de los huesos de la muñeca del comerciante, se ha determinado que, en vida, padeció un caso severo de artrosis. Hay fracturas en el húmero del brazo derecho que ocurrieron alrededor del momento de la muerte. Es posible que estas hayan sido causadas por una caída sobre el brazo. 

### Madre
La mujer yace con el niño más pequeño, cerca de otros dos pequeños, según Maiuri, que estaban tomados de la mano y cayeron juntos. Estos dos niños tenían entre cinco y dos años según un examen de odontología forense. 

### Segunda familia de agricultores
Descrito como una pareja joven y su hija, formalmente apodada "La hija del granjero". Por el estado de sus dientes, tenía entre 12 y 14 meses en el momento de su muerte. Esto la convierte en la víctima más joven recuperada en Pompeya.

### Servidor
Maiuri describió a un sirviente que llevaba una bolsa al hombro y guiaba a la última familia a un lugar seguro, sin embargo, los rayos X revelaron que la supuesta bolsa es en realidad solo una mala formación del yeso. El sirviente tenía una edad aproximada de quince años según los datos óseos.